# Juan José Caula Cabriés
Juan José Caula Cabriés (Cumaná, 20 de junho de 1795 - ?), foi um militar nascido na Capitania-Geral da Venezuela do Séc. XVIII, parte do Império Espanhol, e cavaleiro laureado da Ordem de San Fernando.

## Biografia
Caula Cabriés ingressou em 1810 no Exército Imperial da Espanha na classe de soldado destacado, sem antiguidade, nas Milícias Reguladas de Coro e Cumaná (Milicias Regladas de Coro y Cumaná), conseguindo no ano seguinte o posto de antiguidade, com a idade de 16 anos. Ele imediatamente entrou na campanha contra os dissidentes nas províncias de Coro, Cumaná e Nueva Barcelona, sob o comando do Marechal de Campo Cagigal, sem intervir em ações de guerra até 1813. A Espanha dominava os oceanos graças à sua experiente Armada, seus soldados eram os melhores treinados e sua infantaria a mais temida. O Império Espanhol teve sua Idade de Ouro entre o século XVI e a primeira metade do século XVII, tanto militar como culturalmente.

### Guerra de Independência da Venezuela
Em fevereiro de 1813 foi promovido a  cabo e em junho a segundo sargento, vencendo em novembro de 1814 o emprego de segundo tenente por méritos de guerra na batalha de Yaguaraparo. Nos anos seguintes, ele serviu no Regimento do Rei, no qual em 1815 foi promovido a tenente por eleição, e no Ligero de la Reina, com o qual ele participou da expedição à Ilha Margarita. Elevado ao posto de capitão por antiguidade em março de 1818, em 20 de maio ele foi seriamente ferido por uma bala de fuzil na ação do Porto de La Madera, voltando novamente a se apresentar em operação no mês de agosto. Durante os anos de 1819 e 1820, ele lutou incansavelmente na província de Nova Barcelona.
Em junho de 1821 encontrou-se na Batalha de Carabobo e na posterior retirada para Puerto Cabello, embarcando no mês seguinte para a província de Coro, recebendo no mês de agosto durante a defesa de Cumarebo três feridas de bala, uma delas no peito. Eles estavam no baú, chegando a Puerto Cabello, de onde em 1822 ele participou da expedição marítima para a província de Caracas e no bloqueio do porto de Guaíra, em seguida, foi para Maracaibo, onde ganhou o posto de comandante de batalhão por méritos de guerra, sendo forçado a capitular no mês de julho após a batalha da Laguna de Maracaibo, embarcando então para Cuba.

### Primeira Guerra Carlista
Entre 1825 e 1832 permaneceu de licença indefinida e ilimitada, até que em 7 de outubro de 1833, quando estava em Logroño, foi deflagrada a Primeira Guerra Carlista. Caula deixou sua família e partiu para Vitoria-Gasteiz, onde foi preso, recusando-se jurar lealdade a Carlos VI, e onde permaneceu detido até a entrada das tropas leais à Rainha, sendo então nomeado Sargento-mor da referida praça, que no ano seguinte defendeu no mês de março do novo ataque das tropas carlistas.
Fortificado Maestu em 1834, ficaram a partir do mês de março encarregados de sua defesa nove Companhias do Regimento Bourbon, comandado pelo primeiro comandante Alvarez del Manzano, e sendo governador da praça a parir de 06 de fevereiro o Coronel Caula.
Os carlistas investiram contra o lugar em várias ocasiões, mas a guarnição resistiu bravamente. Em 30 de janeiro de 1835, sofreu um primeiro ataque na presença de Don Carlos e liderado por Tomás de Zumalacárregui comandando sete batalhões de infantaria, cavalaria e várias peças de artilharia, sendo o ataque prontamente repelido. Em fevereiro do mesmo ano houve outro ataque de três batalhões, que se repetiu em 7 de março, sendo o mais difícil o ocorrido em 3 de abril, no qual os carlistas foram rebatidos após doze horas de combate e depois de mais de duzentos tiros de canhão. Libertado o lugar em 7 de abril pelo general Luis Fernández de Córdoba, publicou no mesmo dia a seguinte Ordem Geral alusiva aos defensores de Maestu: 
"A guarnição de Maestu tornou-se digna da apreciação da Rainha Nossa Senhora, de admiração e gratidão da pátria. Durante 15 meses de cerco ou bloqueio contínuo, ele viu os esforços perseverantes do inimigo batendo contra suas fracas fortificações; ele sofreu com perseverança heróica as maiores dificuldades e dificuldades. Em completo isolamento de todas as partes, ele sacrificou à sua Rainha e ao seu país todas as afeições particulares do cidadão; um único desertor, um único homem fraco ou covarde não empenhou a glória de suas armas brilhantes: a disciplina foi preservada em toda a sua pureza: oficiais, sargentos e soldados, todos rivalizaram com bravura e decisão: todos mereceram deixe o exército conhecê-los como o verdadeiro modelo das virtudes que sempre o caracterizaram. Seu nobre exemplo não pode deixar de provocar admiração e encontrar imitadores entre os militares espanhóis. "Para prestar apenas uma homenagem ao mérito relevante da dita guarnição no que diz respeito à minha autoridade, e enquanto imploro à SM as devidas recompensas, resolvi: 1.- Agradecer em nome de Sua Majestade e do Exmo. Sr. General em chefe do exército, ao governador, senhores chefes, oficiais, sargentos e tropas da guarnição meritória de Maestu, e que esta ordem seja publicada no general do exército que opera nas províncias de meu comando, até que o Exmo. . O senhor General-em-chefe, estende-se a todo o exército do norte. 2.- Que o governador e os líderes da guarnição me passem com toda a brevidade notícias das pessoas e ações mais destacadas, para que a devida recompensa e encorajamento caia sobre eles. 3.º - Que no primeiro dia em que as tropas daquela guarnição se formam com as quais estão a minhas ordens imediatas na cidade de Vitória, e na presença de seu bairro, passam formadas em colunas à distância em frente a todos os corpos, e que estes, com as armas apresentadas e as bandeiras desdobradas, saúdam tais camaradas de armas bizarros à voz de seus respectivos líderes pela aclamação de viva a guarnição de Maestu, honra a suas virtudes."

### Cruz de São Fernando
Quando o General Jerónimo Valdés foi nomeado Ministro da Guerra e Comandante em Chefe das Operações e Exércitos de Reserva, dirigiu-se a Vitoria-Gasteiz em 18 de abril de 1835, e evocando do Artigo 3 da Ordem Geral daquele dia as seguintes concessões: "Todos os oficiais são condecorados com a cruz de S. Fernando, segunda classe, e com Isabel II, os demais indivíduos das guarnições de Olazagoitia e Maestu, sem prejuízo de outras recompensas [...]". A concessão da Laureada Cruz de São Fernando a todos os oficiais que participaram da defesa acima mencionada foi muito polêmica, já que o julgamento contraditório obrigatório não foi realizado, no entanto, seria outorgado pela Real Ordem de 16 de maio de 1840.
Em outubro de 1836 Caula participou de batalha em Brihuega, sendo transferido no mês seguinte com o comando acidental da 3a divisão do Exército do Norte e alcançando no dia 30 do mesmo mês a promoção para coronel na batalha de Alcaudete, depois da qual foi nomeado pelo governador Baldomero Espartero como Governador Militar de Laguardia, chegando a terminar muito em breve com todos os conflitos que aconteciam naquela região. Em julho de 1839 ele cessou no destino anterior por ter sido nomeado para o comando do Regimento de Girona, com o qual ele participou da conquista do forte de Miravete, participando no ano seguinte nos fortes de Aliaga e Alcalá de la Selva, e na tomada das praças de Morella e Berga. Em seguida defendeu Estella então passou em 1842 à situação de ilimitado na Praça de Valladolid, e a substituição aconteceu um ano depois.

## Distinções
- Cavaleiro da Ordem Real e Militar de San Fernando.